# Valère Epée
Valère Epée, né en décembre 1938 à Douala, est linguiste camerounais, auteur de plusieurs livres.

## Biographie
Etienne Valère Epée est né en décembre 1938 à Douala, dans le département du Wouri, région du Littoral. Il est un linguiste, spécialiste Duala et homme de culture. Cet universitaire est auteur et co-auteur de plusieurs livres.

## Études
Valère Epée études supérieures de langue au Cameroun et aux États-Unis où il obtient un Bachelor's et un Master's Degree en linguistique.

## Carrière
Valère Epée est enseignant à l'université de Yaoundé. Il est spécialiste des traditions Duala. Dans plusieurs de ses livres, il retrace et revient dans l'histoire de la période coloniale au Cameroun. Il est Chargé d'Enseignement d'anglais et d'espagnol à l'École Normale Supérieure du Cameroun. Il est auteur de plusieurs livres tels que Transatlantic Blues (Poésie noire) publié en 2015 ; Maso Ma Ndala: Révélation des Vérités Cachées en 2015 et Maso Ma Ndala: Bible Orale des Sawa en 2016.

## Œuvres
- Transatlantic Blues (poésie noire), Les Editions Clé, 2015.
- Maso Ma Ndala: Révélation des Vérités Cachées, Les Éditions Mutibe, 2015.
- Maso Ma Ndala: Bible Orale des Sawa, Les Éditions Mutibe, 2016.